# Erik Ekroth
Erik August Steffens Ekroth (* 29. Januar 1883 in Boston, Massachusetts; † 9. Mai 1954 in Stockholm, Schweden) war ein schwedischer Grafiker und Karikaturist.

## Leben
Ekroth, Sohn des Tapetenmachers Carl Alfred Ekroth und dessen Frau Josefina Widmark, kam 1885 nach Stockholm. Dort ging er von 1899 bis 1901 in den Radierkurs der Kunstakademie Stockholm, der von Axel Tallberg geleitet wurde. Von 1901 bis 1904 besuchte er die Malschule von Caleb Althin (1866–1919). Anschließend ging er nach Düsseldorf, wo er von 1904 bis 1908 an der Königlich Preußischen Kunstakademie bei Carl Ernst Forberg studierte.
Ekroth war Mitglied der 1910 gegründeten Grafiska sällskapet. Auf Ausstellungen in Stockholm, insbesondere an der Kunstakademie, zeigte er rund 300 Blätter, von denen einige in Buchform veröffentlicht wurden.